# الشوشة (بنقردان)

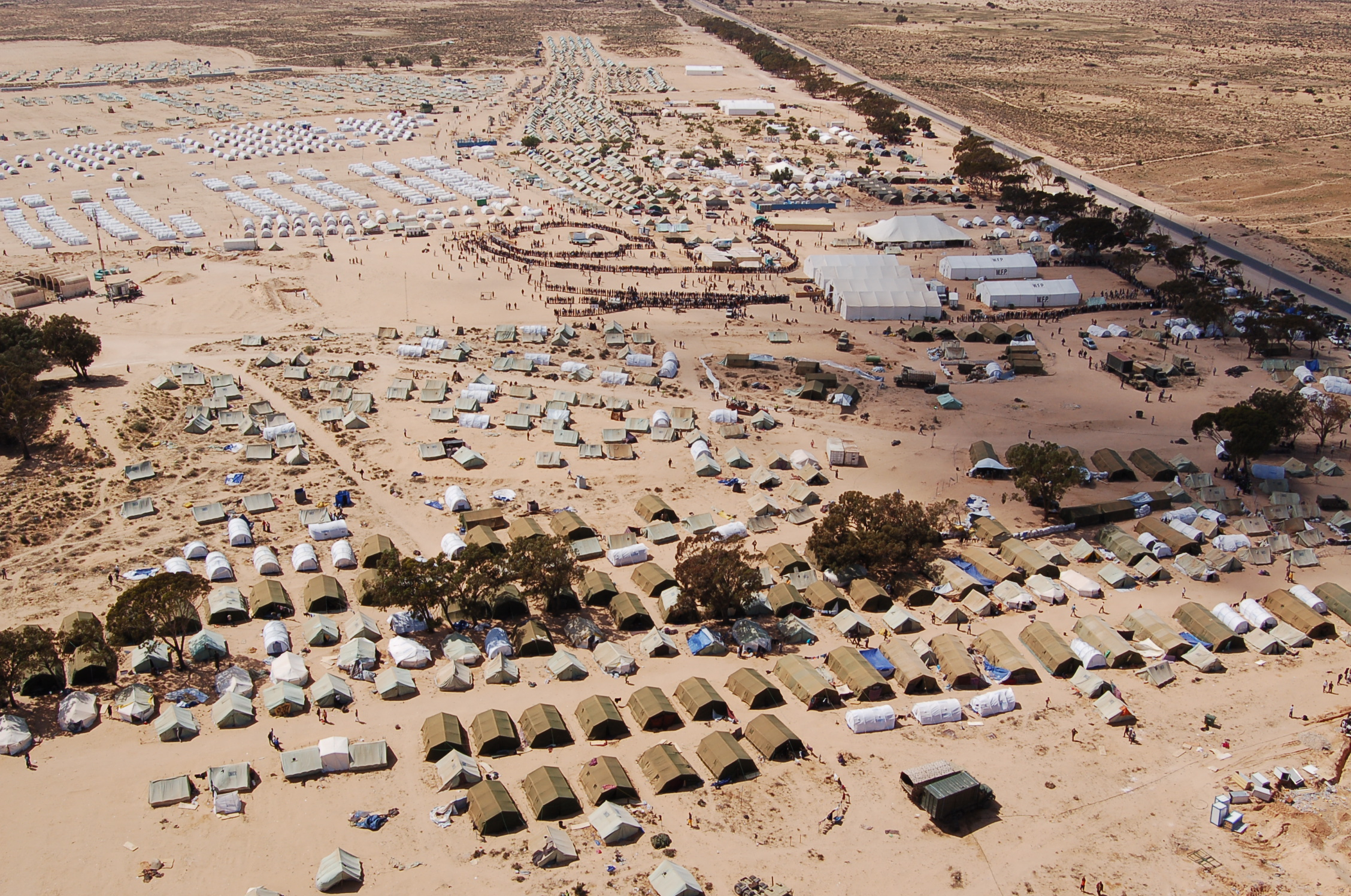
نظرة جوية للمخيم أثناء الثورة الليبية.

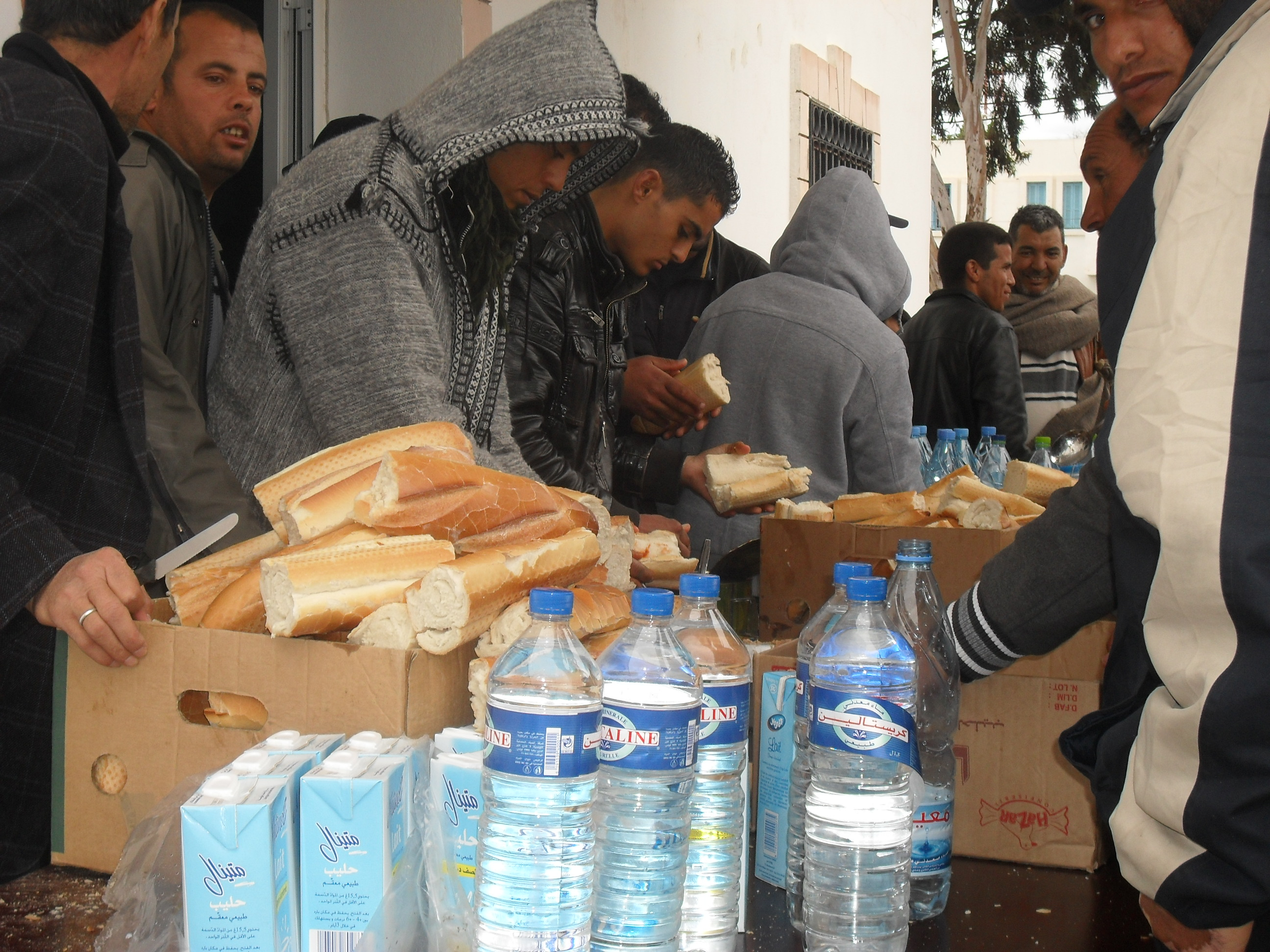
مواد أكل مقدمة كإعانات من طرف مواطني بنقردان.

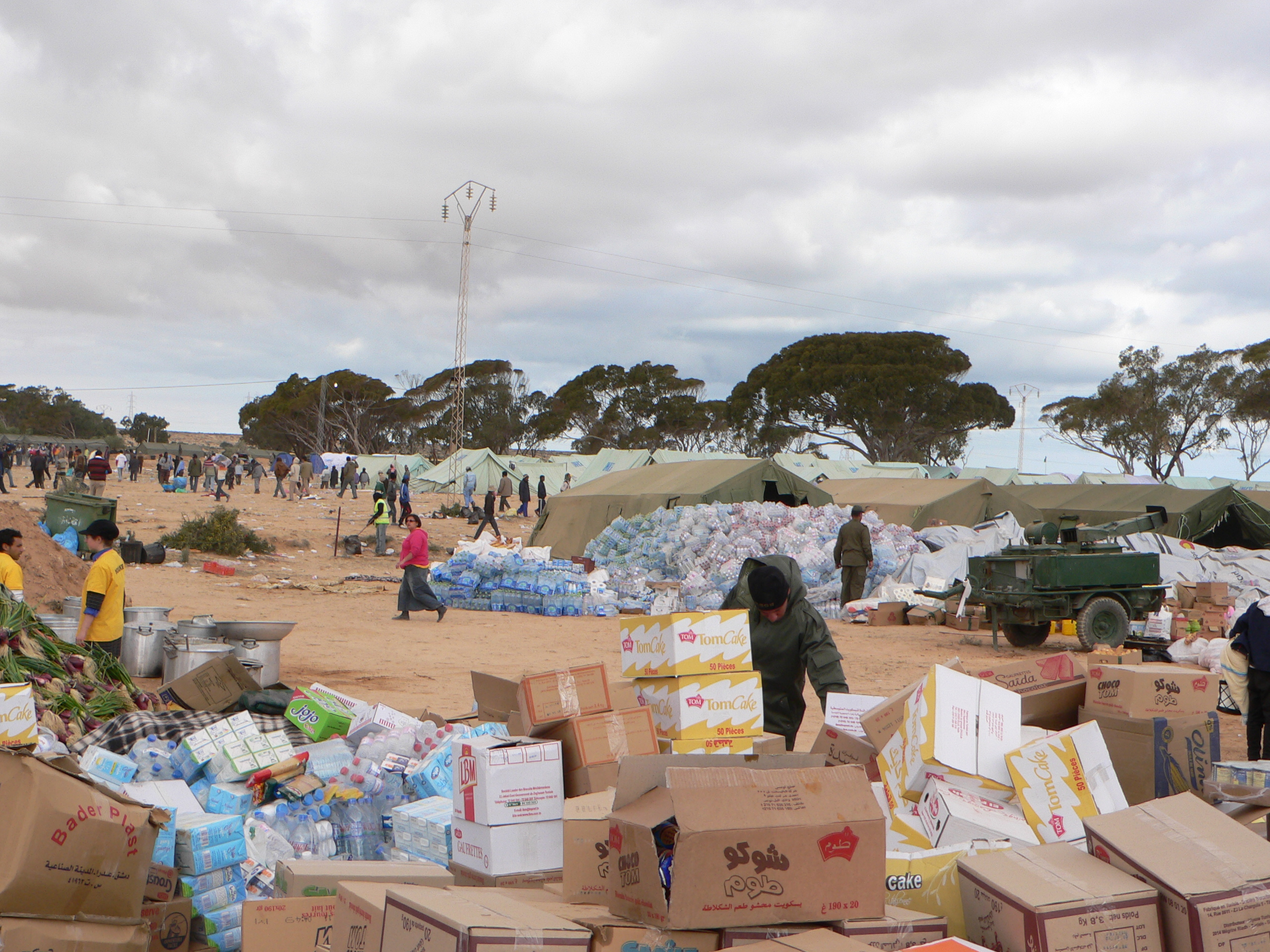
معونات غذائية في المخيم.

الشوشة هي منطقة تقع في مدينة بنقردان على الطريق الوطنية رقم 1 الرابطة بين تونس وليبيا وتبعد 20 كيلومتر تقريباً على مركز مدينة بنقردان إلى الحدود التونسية الليبية ومعبر رأس جدير الحدودي. وهي منطقة رعوية ذات أراضي شاسعة تحتوي العديد من النباتات مثل الرتم والعرفج وغيرها، والتي تشكّل مادّة هامة لرعي الماشية من الإبل والأغنام.
عُرفت منطقة الشوشة خاصةً بمخيم الشوشة الذي إستقبال آلاف اللاجئين الفارين من الحرب في ليبيا أثناء الثورة الليبية سنة 2011.

### مواضيع ذات علاقة
- بنقردان.
- معتمدية بنقردان.